# Blockämne
Blockämne är ett ämne vid till exempel ett universitet som innehåller moment från flera akademiska discipliner. Universitetsstudier i ämnet samhällskunskap består till exempel av moment från disciplinerna statsvetenskap, nationalekonomi, sociologi och kulturgeografi. Studier i blockämnet svenska omfattar moment från disciplinerna nordiska språk och litteraturvetenskap. Även historia är i viss mån ett blockämne eftersom det även innehåller moment av ämnet ekonomisk historia. Vid socionomutbildningarna finns sedan högskolereformen 1977 blockämnet socialt arbete.